# Fosse no 3 des mines de Drocourt
La fosse no 3 dite Congo de la Compagnie des mines de Drocourt est un ancien charbonnage du Bassin minier du Nord-Pas-de-Calais, situé à Hénin-Beaumont. Le fonçage d'un troisième puits destiné à l'aérage est décidé en juillet 1894 et commencé en 1895. La fosse est située entre les fosses nos 1 et 2. Un coup de grisou cause la mort de sept mineurs en 1901. La fosse est détruite durant la Première Guerre mondiale. La Compagnie des mines de Vicoigne-Nœux rachète la Compagnie de Drocourt le 13 mars 1925.
La Compagnie des mines de Courrières est nationalisée en 1946, et intègre le Groupe d'Hénin-Liétard. La fosse cesse d'aérer en 1958, date à laquelle son puits est remblayé, et les installations détruites. Le terril no 205, 1 de Drocourt, est ensuite étendu sur le carreau de fosse, jusqu'à ne plus laisser qu'un entonnoir pour ne pas recouvrir la tête de puits.
Au début du XXIe siècle, Charbonnages de France matérialise la tête du puits no 3.

## La fosse

### Fonçage
La Compagnie des mines de Drocourt a décidé en juillet 1894 le fonçage d'un troisième puits qui doit servir exclusivement à l'aérage. Il est situé à Hénin-Beaumont, dans l'angle est que forme l'intersection du chemin d'Hénin à Rouvroy, avec celui de Beaumont-en-Artois à Billy-Montigny.
Il est prévu que ce puits soit creusé au diamètre utile de 4,50 mètres, et tout d'abord poussé à la profondeur de 492 mètres. Le fonçage du puits no 3 commence en 1895. L'orifice du puits est situé à l'altitude de 44 mètres. Le terrain primaire est atteint à la profondeur de 139 mètres,.

### Exploitation
La fosse est mise en service quelques années après son fonçage, elle est située à 643 mètres au nord-ouest de la fosse no 1 et à 1 308 mètres à l'est de la fosse no 2. Un coup de grisou tue sept mineurs le 21 mars 1901. La fosse est détruite durant la Première Guerre mondiale.
La Compagnie des mines de Vicoigne-Nœux rachète la Compagnie de Drocourt le 13 mars 1925.
La Compagnie des mines de Courrières est nationalisée en 1946, et intègre le Groupe d'Hénin-Liétard. La fosse no 3 cesse d'aérer en 1958, date à laquelle le puits, profond de 873 mètres, est remblayé. Les installations sont ensuite détruites.

### Reconversion
Le terril no 205, 1 de Drocourt, s'étend sur le carreau de fosse, jusqu'à ne plus laisser qu'un entonnoir pour ne pas recouvrir le puits. Au début du XXIe siècle, Charbonnages de France matérialise la tête de puits no 3. Le BRGM y effectue des inspections chaque année. Il ne reste rien de la fosse.

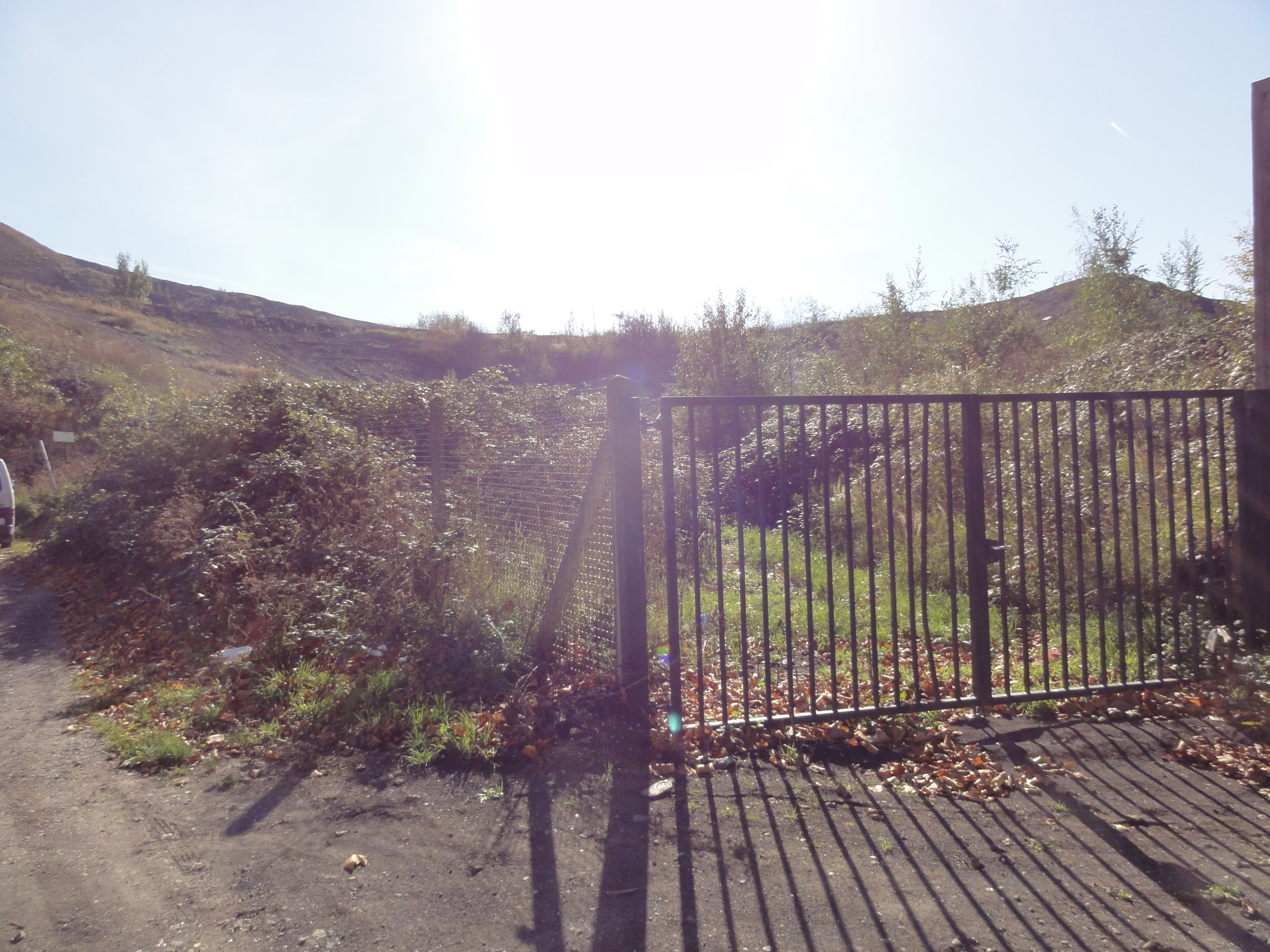
L'entrée du site.
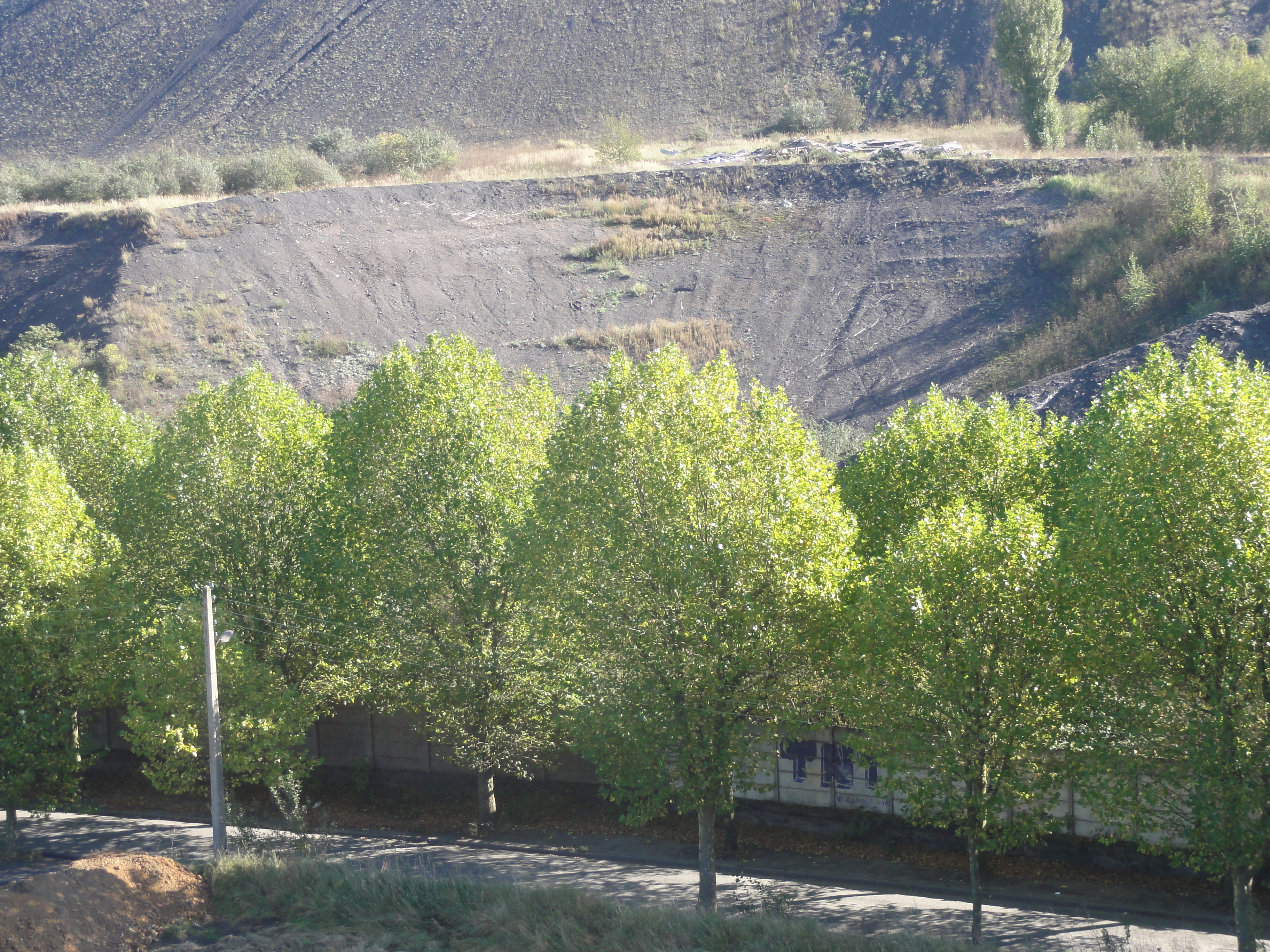
L'espace laissé pour ne pas recouvrir le puits.
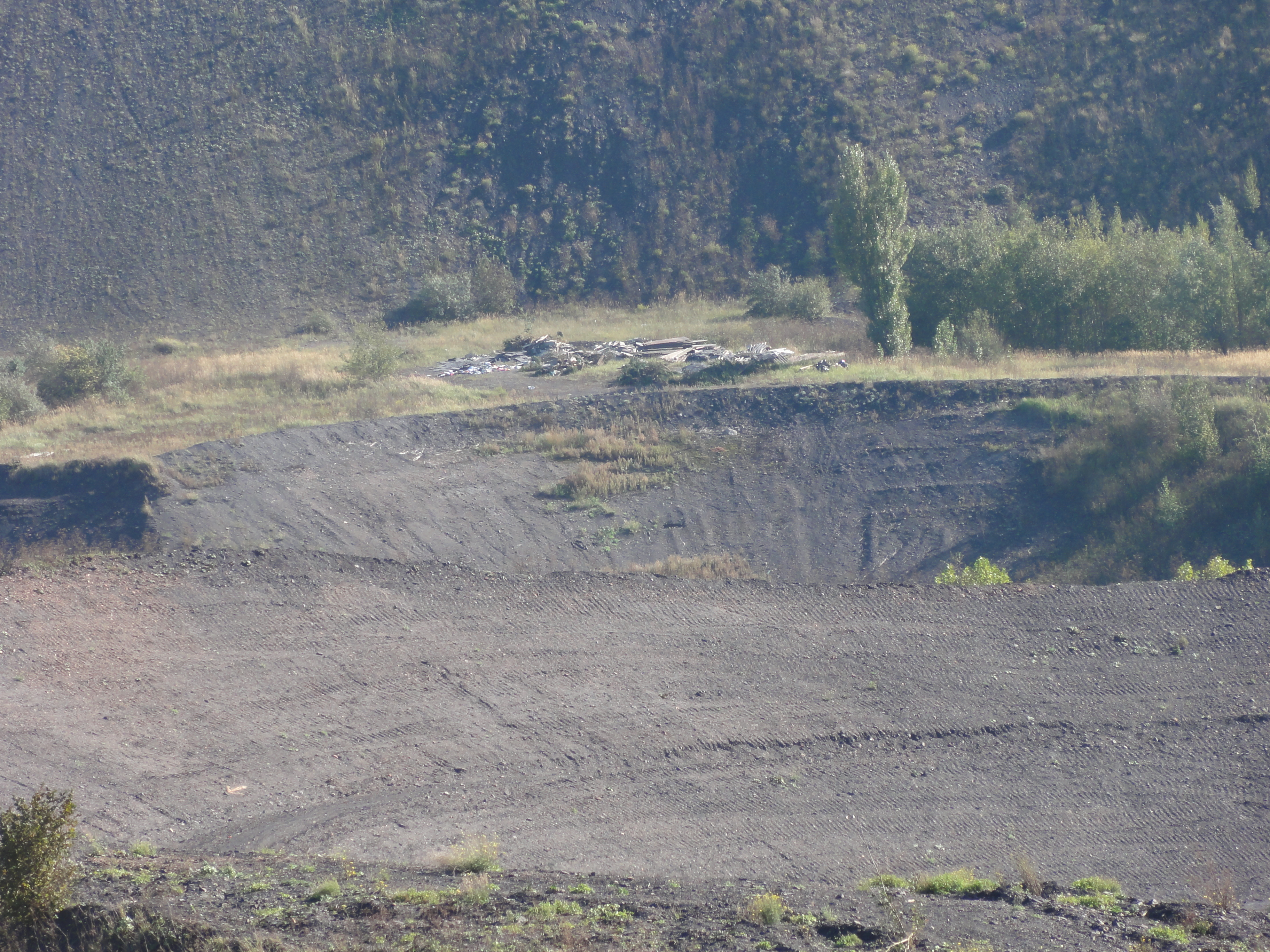
L'espace laissé pour ne pas recouvrir le puits.

## Les terrils

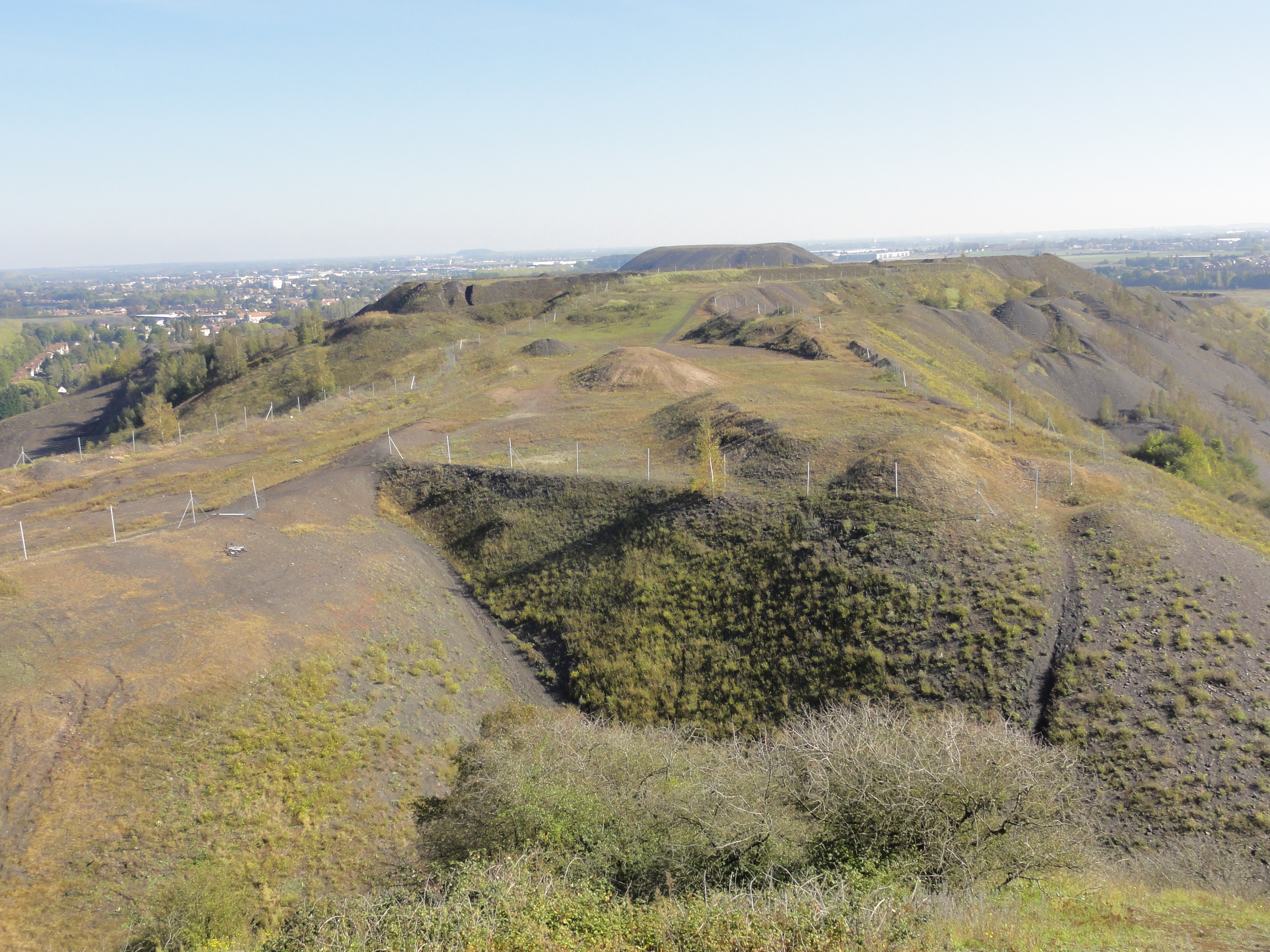
Le terril no 101 vu depuis le terril no 84.

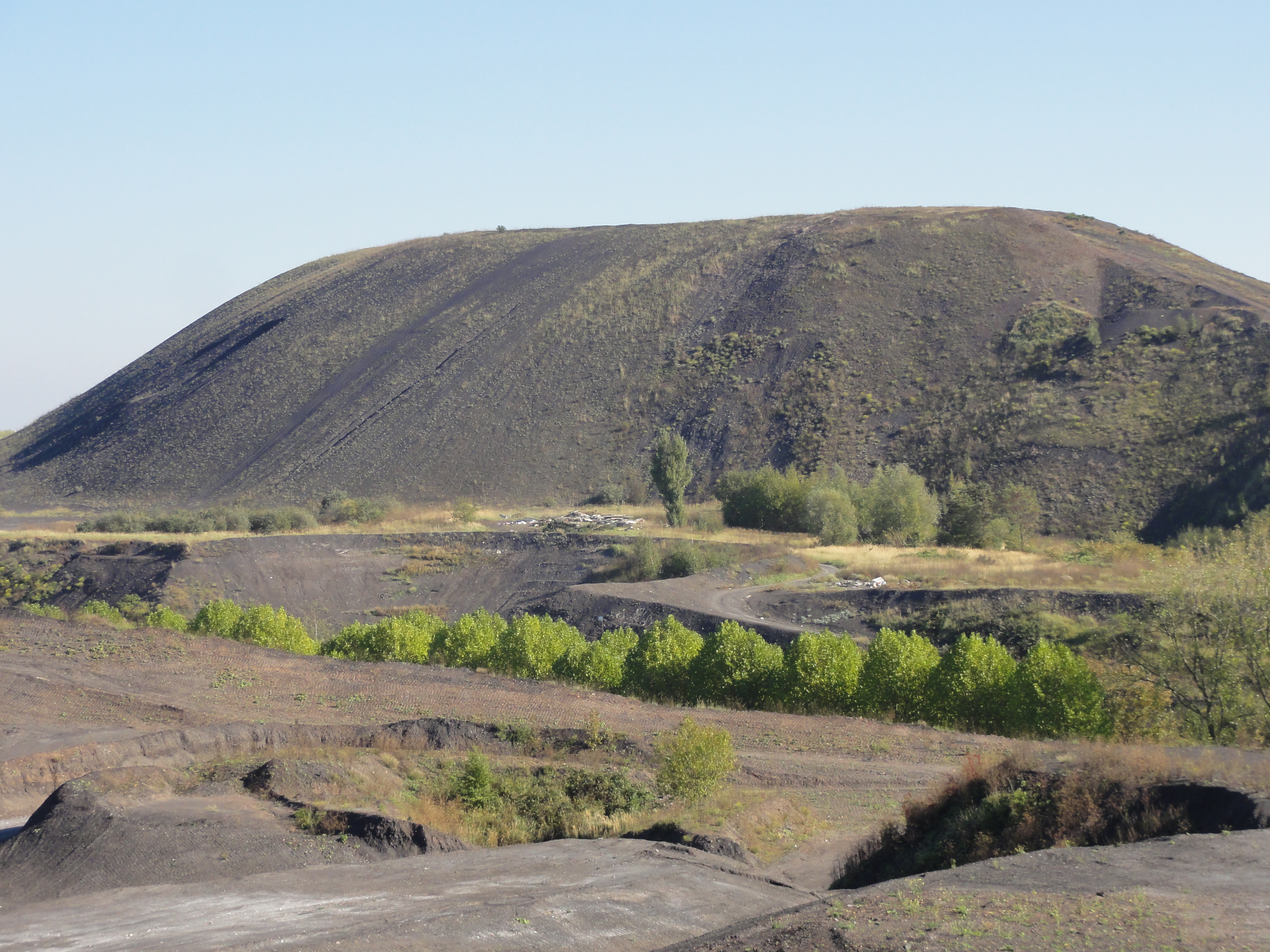
Le terril no 205 vu depuis le terril no 101.

50° 24′ 28″ N, 2° 55′ 19″ E
50° 24′ 23″ N, 2° 56′ 02″ E
La fosse no 3 étant un puits d'aérage, elle n'a pas extrait, et ne possède en conséquence pas de terril qui lui est propre. Toutefois, après son arrêt, le terril no 205, 1 de Drocourt, a été édifié sur son carreau de fosse, ne laissant qu'une sorte d'entonnoir pour ne pas recouvrir la tête de puits. Plus à l'ouest, de l'autre côté de la route, le terril no 101, Lavoir de Drocourt, a été édifié. Le puits no 3 est en conséquence entouré de deux terrils.